# Tenzin Delek Rinpočhe
Tulku Tenzin Delek Rinpočche, tibetsky བསྟན་འཛིན་བདེ་ལེགས (1950 – 12. července 2015), byl tibetský buddhistický předák z Kardze, provincie S’-čchuan. Narodil se v tibetském Lithangu.
Čínskými autoritami byl souzen za údajnou účast v sérii nerozřešených bombových útoků ve svém regionu, zejména na bombovém útoku z 3. dubna 2002 na centrálním náměstí města Čcheng-tu, centra S’-čchuanské provincie. Uvězněn byl 7. dubna 2002 během razie v Jamyang Choekhorlingu v Kardze. Téhož roku byl odsouzen společně s Lobsangem Dhondupem, svým 28letým pobočníkem. Lobsang byl popraven téměř okamžitě, na sklonku ledna 2003, což byla první poprava Tibeťana za politické zločiny za 20 let. Soudní případ Tenzina Deleka začal 29. listopadu 2002 u místního soudu v Kardze, kde byl odsouzen k trestu smrti s dvouletým odkladem. Zahraniční lidskoprávní organizace a odborníci na lidská práva z OSN protestovali proti nespravedlivému procesu a proti špatnému zacházení ve vězení. Rozsudek byl 26. ledna 2005 změněn z trestu smrti na doživotí. Mnozí zahraniční advokáti i tak pokračovali v boji za obnovení procesu.
Tenzin Delek byl také známý kvůli své snaze o vytvoření sociálních, zdravotních, vzdělávacích a náboženských institucí pro tibetské nomády ve východním Tibetu a kvůli svému vystupování za ochranu přírody proti nepromyšleným projektům na těžbu dřeva a nerostných surovin. Působil také jako mediátor mezi Tibeťany a Číňany. V listopadu 2009 podepsalo 40 000 Tibeťanů z oblasti, kde působil, petici žádající obnovení procesu. Drželi v centru Lithangu několik dní hladovku, která vedla k dočasnému uvěznění asi 70 Tibeťanů.
Tenzin Delek Rinpočche zemřel 12. července 2015 ve vězení v Čcheng-tu. Před jeho úmrtím žádali Tibeťané a zahraniční liskoprávní aktivisté o jeho propuštění ze zdravotních důvodů. Po jeho smrti požadovali jeho tělo, aby mohla být určena příčina smrti a vykonány tradiční pohřební rituály; při jednom z protestů čínské bezpečnostní složky zahájily palbu, přičemž zranily několik Tibeťanů. Čínské úřady jeho tělo spálily, aniž by byla provedena autopsie.

## Slova Tenzina Deleka
„Protože jsem Tibeťan, vždycky jsem sloužil upřímně a oddaně zájmům a blahobytu tibetského lidu. Pro tento jediný důvod mne Číňané nesnášejí, proto mne falešně obvinili. Proto hodlají vzít můj drahocenný život, navzdory tomu že jsem nevinný.“